# Macreupelmus dromedarius
Macreupelmus dromedarius är en stekelart som först beskrevs av Cameron 1884.  Macreupelmus dromedarius ingår i släktet Macreupelmus och familjen hoppglanssteklar. Inga underarter finns listade i Catalogue of Life.